# Дюмон, Христофор
Христофо́р Дюмон (Кристо́ф, фр. Christophe, в миру Жан-Рене Дюмо́н, фр. Jean-René Dumont; 22 июня 1898, Франция — 11 февраля 1991) — католический священник, участник русского апостолата, доминиканец, церковный писатель экуменической тематики.

## Биография
Вступил в доминиканский орден, изучал русский язык. Перешёл в византийский обряд, работал в Русском апостолате, с 1936 по 1954 год служил настоятелем русского католического храма Святой Троицы в Париже. Возглавлял доминиканский центр «Истина», был ректором русской семинарии святого Василия Великого в Лилле.
Был представителем католической прессы на I Всеправославном совещании, состоявшемся с 24 сентября по 1 октября 1961 года на острове Родос.
Умер 11 февраля 1991 года.

## Труды
- L'Eglise Orthodoxe Russe en face du communisme (1950)
- Problèmes de l'unité Chrétienne (1953)
- Les voies de l'unité chrétienne: doctrine et spiritualité (1954)
- Pio XI e i cristiani separati
- Diversité des rites orientaux et enrichissement de la spiritualité catholique (1959)
- Vatican-Phanar (1958 - 1970) (1971)